# 奈氏繸鮃
奈氏繸鮃為輻鰭魚綱鰈形目鰈亞目牙鮃科的其中一種，為溫帶海水魚，分布於東南太平洋智利、西南大西洋巴塔哥尼亞及福克蘭群島海域，棲息深度90-170公尺，體長可達15.1公分，棲息在底層水域，生活習性不明。